# Кудрявцев, Константин Константинович
Константи́н Константи́нович Кудря́вцев (1 (14) марта 1912, Ярославль — 31 января 1994) — советский конькобежец и легкоатлет, тренер по конькобежному спорту. Заслуженный мастер спорта СССР (1943), заслуженный тренер СССР (1956). Заслуженный работник культуры РСФСР (1974). Выступал за Москву, «Динамо».
8-кратный чемпион СССР по конькобежному спорту на дистанциях 500 м (1939, 1940, 1943—1946, 1950) и 1500 м (1948). 3-кратный чемпион СССР по лёгкой атлетике в пятиборье (1938—1940). Как тренер подготовил О. Гончаренко, Е. Гришина, В. Косичкина и др. Был главным тренером сборной СССР, в том числе на зимних Олимпийских играх 1956, 1964, 1972, 1976. Инициатор строительства катка Медео.

## Биография
Родился Константин Константинович в Ярославле. В 1914 году родители переехали в Вологду. Отец Константина был классный столяр, работал на Вологодском вагоноремонтном заводе, мать — домохозяйка. Он с детства был увлечён спортом, причём его интересы были очень обширны. Особое место занимали коньки, на которых катался на прудах около Вологодского кремля и на реке Вологде. Впервые он увидел настоящих конькобежцев в возрасте 14 лет, в 1926 году, когда в Вологде разыгрывалось первенство Северного края..
В 1927 году окончил семь классов и поступил в Вологодский кооперативно-экономический техникум. Усердно катался на коньках, которые изготовил сам на подобие настоящих беговых коньков. В 1930 году закончил техникум и был направлен на работу в Архангельск в Маймаксинский центральный кооператив плановиком-экономистом. Так он участвовал в своих первых конькобежных соревнованиях на пятисотке. В 1931 году Кудрявцев вернулся в Вологду и работал в железнодорожном депо слесарем, а с 1932 по 1934 года инструктором по физкультуре Северной железной дороги и узла станции Вологда. 
Сам занимался спортом, был рекордсменом области по ряду видов спорта. В Вологде на стадионе «Локомотив» он показывал результаты в прыжках в высоту в районе 170 см, в метании копья в пределах 70 метров. Был рекордсменом области по лёгкой атлетике и чемпионом области по конькам. За хорошую постановку работы был командирован на учёбу в высшую школу тренеров (ныне ГЦОЛИФК) в Москву. В 1936 году окончил школу тренеров, и выступая за клуб ЦСД СО «Динамо» на чемпионате СССР по конькобежному спорту в Ленинграде, стал чемпионом страны на 500 метров, установив уникальный по тем временам рекорд — 43,9 сек.
Тогда же впервые выехал на международные соревнования в Норвегию, на рабочую Спартакиаду, где победил на своей любимой 500-метровке. Кроме того с 1936 года по июнь 1941 года работал тренером Центрального Совета ДСО «Локомотив» по лёгкой атлетике. В 1937 году на чемпионате страны по конькам в Москве занял 2-е место — 43,6 сек, а в 1939 году на чемпионате СССР в Кирове разделил 1—2 место на 500 метров. 29 января 1940 года в Москве в 18-градусный мороз Кудрявцев выиграл чемпионат страны на пятисотке с новым выдающимся рекордом страны — 42,0 сек., этот рекорд для равнинных катков стоял 22 года и побил его ученик - четырёхкратный олимпийский чемпион Евгений Гришин. 
В 1940 году Кудрявцев становится чемпионом СССР по легкоатлетическому пятиборью, установив рекорд страны. Он ещё дважды становился чемпионом страны в пятиборье, а в 1943 году был бронзовым призёром чемпионата СССР в десятиборье. Во время Великой Отечественной войны, как и многие другие известные спортсмены, Кудрявцев, записался добровольцем на фронт. Но он был зачислен в бригаду особого назначения ОМСБОН при НКВД СССР. Несмотря на суровое время, с 1943 года возобновились чемпионаты СССР по конькам и Кудрявцев был чемпионом СССР на дистанции 500 метров с 1943 по 1946 года.
В 1944 году за подготовку резерва для фронта и высокое спортивное мастерство ему было присвоено высокое звание Заслуженный мастер спорта СССР. После войны сделал окончательный выбор в пользу коньков, став тренером по конькобежному спорту. В 1946 году он выступал в Норвегии на первых послевоенных соревнованиях, и победил на своей коронной дистанции 500 метров. В 1948 году Кудрявцев попал в качестве наблюдателя на зимние Олимпийские игры в Санкт-Морице. 

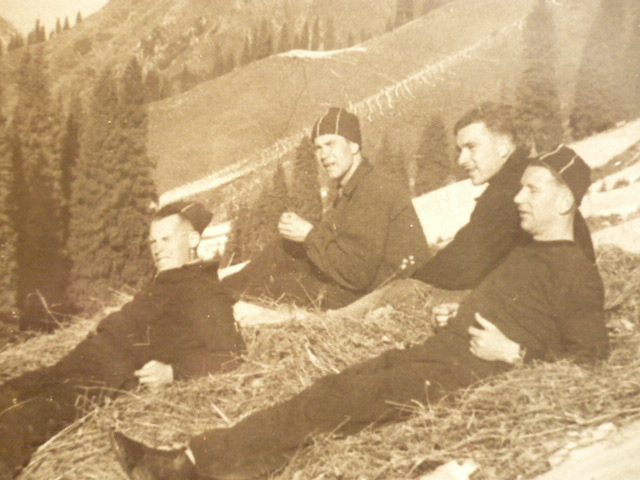
В урочище Заилийского Алатау Медео, 1950 год: Константин Кудрявцев, Геннадий Пискунов, Евгений Гришин

В том же году 36-летний спортсмен был одним из 12 ведущих конькобежцев СССР, которые подписали письмо в ЦК ВКП(б) и Совет министров СССР о несогласии с неучастием конькобежной сборной СССР в чемпионатах мира и Европы. В результате сборная СССР поехала на чемпионаты мира; мужская команда на чемпионате мира в классическом многоборье в Хельсинки выступила неудачно, что вызвало недовольство Сталина. «Бегающий» тренер Кудрявцев выиграл малую золотую медаль на 500 метров, но не попал на 10 000 м. После чемпионата Кудрявцев был назначен главным тренером сборной СССР.
Ещё до войны Кудрявцев искал место, где можно было бы построить высокогорный каток. В 1949 году Кудрявцев побывал под Алма-Атой, где выбрал место для строительства катка, и к сезону 1950/51 стадион Медео был построен. В 1949—1953 годах он был призёром чемпионатов СССР в спринте. 12 февраля 1951 года на Медео он установил свой последний рекорд СССР — на 1500 м. В 1953 году окончил заочное отделение ГЦОЛИФК. 
Подготовке ведущих скороходов страны он отдал более 35 лет своей жизни, с 1948 по 1983 года, правда, названия должностей были разные (старший тренер сборных команд, главный тренер, тренер мужской сборной, государственный тренер...). Он продолжал консультировать тренеров и ведущих спортсменов страны, когда вышел на заслуженный отдых.
Умер 31 января 1994 года, похоронен на Троекуровском кладбище в Москве.

## Спортивные достижения

### Конькобежный спорт
|                                |      | Многоборье  | 500 м    | 1500 м      | 5000 м      | 10 000 м     |
| ------------------------------ | ---- | ----------- | -------- | ----------- | ----------- | ------------ |
| Рабочий чемпионат мира         | 1936 | 369,770 (8) | 43,2 (1) | 2.29,2 (9)  | 9.09,8 (11) | 18.59,3 (13) |
| Неофициальный чемпионат Европы | 1946 | —           | 44,9 (2) | 2.24,1 (9)  | 9.04,3 (21) | не стартовал |
| Чемпионат мира                 | 1948 | —           | 43,9 (1) | 2.25,3 (10) | 9.32,3 (23) | —            |

|      | Чемпион         | Серебряный призёр | Бронзовый призёр                     |
| ---- | --------------- | ----------------- | ------------------------------------ |
| 1937 |                 | 500 м — 43,6      |                                      |
| 1939 | 500 м — 43,4    |                   |                                      |
| 1940 | 500 м — 43,8    |                   |                                      |
| 1943 | 500 м — 46,0    |                   |                                      |
| 1944 | 500 м — 45,2    |                   |                                      |
| 1945 | 500 м — 45,0    |                   | 1500 м — 2.27,8                      |
| 1946 | 500 м — 45,7    |                   | 1500 м — 2.27,1 многоборье — 207,408 |
| 1948 | 1500 м — 2.24,3 |                   |                                      |
| 1949 |                 | 500 м — 44,7      |                                      |
| 1950 | 500 м — 43,9    |                   |                                      |
| 1951 |                 | 500 м — 43,9      |                                      |
| 1952 |                 |                   | 500 м — 42,2                         |
| 1953 |                 |                   | 500 м — 42,7                         |

Рекорды СССР
В качестве рекордов СССР до 1946 года фиксировались только результаты, показанные на территории СССР. В таблице приведён также показанный за границей результат, бывший на тот момент абсолютно лучшим для конькобежцев СССР (выделен курсивом).
```
   500 м       43,9               1936   
Ленинград

               
43,2               1936   
Осло

               42,0               1940   
Москва

  1500 м     2.16,5               1951   
Медео
```

### Лёгкая атлетика
Чемпионаты СССР
- Пятиборье — чемпион 1938 (3194 очков), 1939 (3552), 1940 (3322).
- Десятиборье — серебряный призёр 1943 (5779).

## Тренерская карьера
- Гончаренко, Олег Георгиевич — чемпион мира 1953, 1956, 1958, Европы 1957, 1958, серебряный призёр ЧМ 1954, 1955, ЧЕ 1955, 2-кратный бронзовый призёр ЗОИ 1956.
- Гришин, Евгений Романович — 4-кратный олимпийский чемпион 1956, 1960, серебряный призёр ЗОИ 1964, чемпион Европы 1956, бронзовый призёр ЧМ 1954, 1956, установил 7 РМ (1955—1963).
- Косичкин, Виктор Иванович — олимпийский чемпион и серебряный призёр ЗОИ 1960, чемпион мира 1962, Европы 1961, серебряный призёр ЧМ 1961, 1964, бронзовый призёр ЧЕ 1965.
- Матусевич, Эдуард Антонович — чемпион Европы 1965, серебряный призёр ЧЕ 1968, бронзовый призёр ЧЕ 1967.

## Книги
- Кудрявцев К. К. Скоростной бег на коньках / Кудрявцев К. К., Соколов М. П. — М.: «Физкультура и спорт», 1952. — 170 с.
- Кудрявцев К. К. Скоростной бег на коньках / Кудрявцев К. К., Соколов М. П. — М.: «Физкультура и спорт», 1958. — 277 с.

## Награды
- орден Ленина (27.04.1957) — «за успехи, достигнутые в деле развития массового физкультурного движения в стране, повышения мастерства советских спортсменов, и успешное выступление на международных соревнованиях»
- заслуженный работник культуры РСФСР (15.08.1974)[6]